# Soprano lírico spinto
La soprano lírico-spinto o soprano spinto, o incluso soprano lírico-dramática es un matiz dentro de la voz de soprano, similar a la soprano lírica, pero con un mayor cuerpo en su centro y un timbre algo más oscuro, lo que le permite desarrollar sin gran esfuerzo pasajes dramáticos. Supera además en potencia y expresión a la soprano lírica, pero posee agudos más limitados.
El rango vocal aproximado de la soprano lírico spinto va aproximadamente desde un do4, do central (C4) hasta un re6 sobreagudo (D6).

## Roles para soprano lírico spinto[2]
| - Adriana, Adriana Lecouvreur (Cilea) - Aida, Aida (Verdi) - Alice Ford, Falstaff (Verdi) - Butterfly, Madama Butterfly (Puccini) - Desdémona, Otello (Verdi) - Elisabetta, Don Carlos (Verdi) - Leonora, La forza del destino (Verdi) - Lisa, La dama de picas (Chaikovski) - Luisa Miller, Luisa Miller (Verdi) | - Manon, Manon Lescaut (Puccini) - Margherita, Mefistofele (Boito) - Maria/Amelia, Simon Boccanegra (Verdi) - The Marschallin, Der Rosenkavalier (Richard Strauss) - Rusalka, Rusalka (Dvořák) - Floria Tosca, Tosca (Puccini) (también puede ser interpretado por una soprano dramática) - Santuzza, Cavalleria Rusticana (Mascagni) - Tatiana, Eugene Onegin (Chaikovski) - Magda de Civry, La rondine (Puccini) (también puede ser interpretado por una soprano lírica) |